# داستان ملال‌انگیز

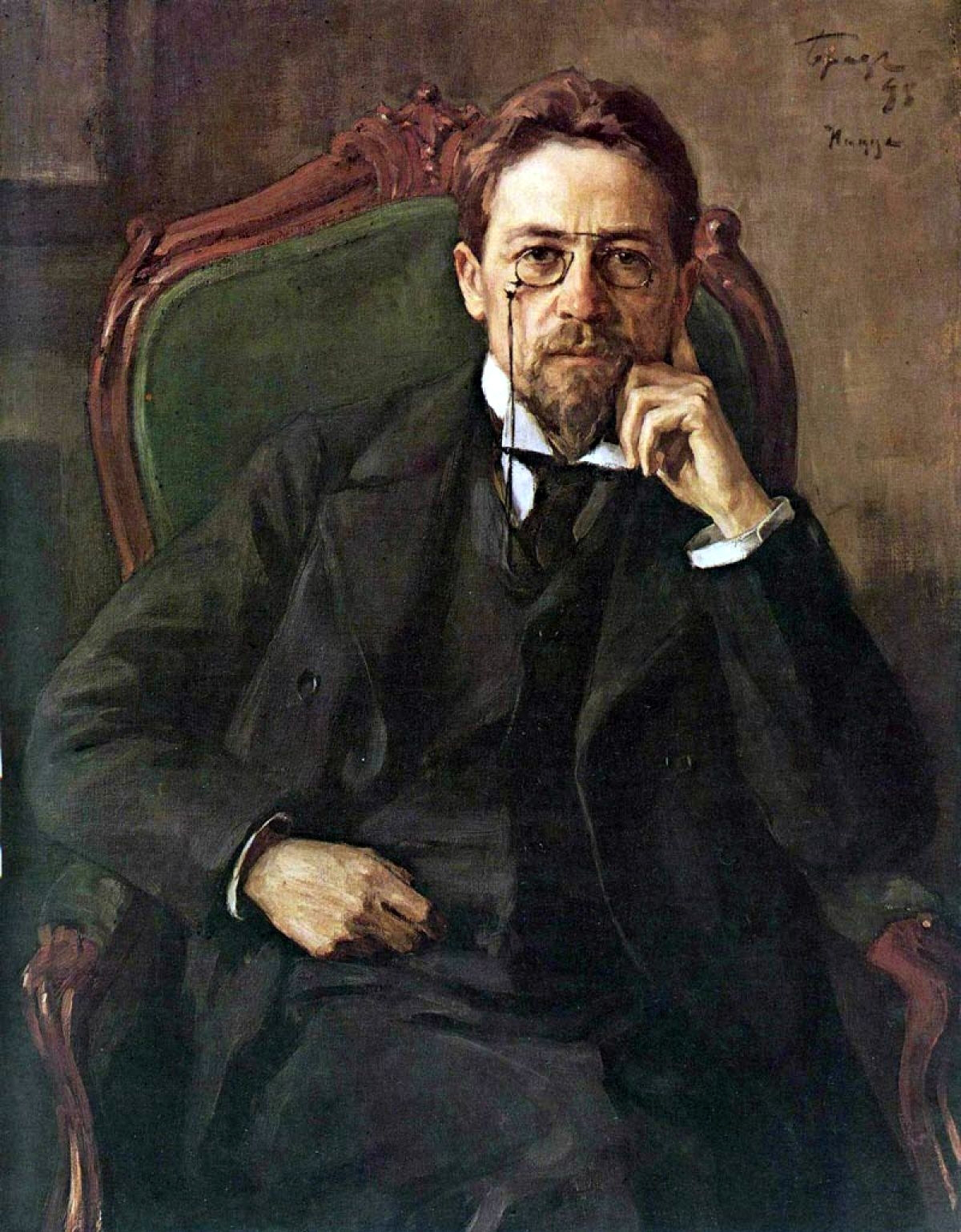
آنتون چخوف

این کتاب را آنتون چخوف در سال ۱۸۸۹ تحت تأثیر مرگ برادرش، نیکولای نوشته است. آن را به عنوان یکی از ماندگارترین آثار چخوف توصیف کرده‌اند: «یک مطالعه نافذ در ذهن یک استاد پزشکی مسن و در حال مرگ»
نیکولای استپانوویچ، پرفسوری سرشناس، صاحب نشان‌ها و مدال‌های متعدد روسی و خارجی است که از بی خوابی و دوره‌های ضعف ویرانگر رنج می‌برد. او در مه تاریکی زندگی می‌کند. نیکولای سعی می‌کند دلایل کاهش سریع جسمی و روانی خود را در مواجهه با بیماری نامشخص و (طبق پیش فرض خودش)، مرگ قریب‌الوقوع در طی شش ماه آینده تحلیل کند. او با دنیای اطرافش احساس بیگانگی می‌کند و قادر به برقراری ارتباط عاطفی با لیزا و کتیا (به ترتیب دختر و نامادری) اش نیست، زیرا کاملاً از هم گسیخته و از مشکلات خودش رنج می‌برد.
این کتاب توسط عبدالحسین نوشین در انتشارات اکباتان و سپس توسط آبتین گلکار در انتشارات ماهی به فارسی ترجمه شده است.